# Zwei zum Fressen gern
Zwei zum Fressen gern ist eine deutsche Filmkomödie, die von Dreamtool Entertainment und German Film Productions im Auftrag von Pro Sieben produziert und am 23. März 2006 erstmals ausgestrahlt wurde. Die Hauptrollen spielten Christian Tramitz, Doreen Jacobi und Dirk Bach.

## Handlung
Tierhändler Kiliak und seine beiden Helfershelfer wollen illegal ein Krokodil verkaufen. Durch einen Autounfall landet das Tier während der Übergabe allerdings in der Donau. Wenig später wird in einem Gully unterhalb der Steinernen Brücke in Regensburg der angefressene Kadaver eines Rehs gefunden. Die frisch gebackene Medizinerin Ann Berg, die eine Tätigkeit in der Rechtsmedizin anstrebt, schöpft Verdacht, als sie in dem Kadaver eine große Klaue findet. Ihr Bekannter, der schwule Reporter Bützje, der eine sensationelle Story wittert, macht sie mit Mitch Croc Mc Dearie bekannt. Mitch, der eigentlich Gustav Michael Weihasse heißt (weshalb er später von Ann auch schon mal als Weichhase verspottet wird), besaß früher in den Everglades eine Krokodilfarm. Seiner pubertierenden Tochter Sara zuliebe ist er jedoch nach Regensburg gezogen, wo er jetzt ein Reptilienhaus betreibt. Er wohnt auf einem Hausboot am Ufer der Donau.
Mitch, Ann und Bützje gelangen durch besagten Gully in ein unterirdisches Kanalsystem und stoßen dort auf das Krokodil. Sie können ihm gerade noch entkommen, allerdings wird dabei der Koffer mit Anns Arbeitsutensilien gefressen und ihr Kleinwagen zerstört. Die Polizei nimmt die Warnungen der drei nicht ernst. Durch den Vorfall hat Mitch außerdem Saras Auftritt bei einem Streetdance-Battle verpasst, was ihm seine Tochter und seine Ex-Frau übelnehmen.
Mitch und Ann versuchen nun gemeinsam, das Tier zu fangen, nachdem sie den nervenden Bützje abgehängt haben. Dazu soll es mit einem lebenden, im Wasser angebundenen Schaf und mit Blut angelockt werden. Auch Kiliak und seine Kumpanen versuchen ganz in der Nähe, das Krokodil zu fangen. Als sie Mitch und Ann bemerken, greifen sie diese an. Es gelingt den beiden zwar, die Angreifer vorübergehend in die Flucht zu schlagen, jedoch nutzt das Krokodil die Gelegenheit, um das Schaf zu reißen. Mitch kann der Echse mit einer Harpune gerade noch einen Peilsender verpassen.
Die Gangster nehmen die Verfolgung von Mitch und Ann auf. Diese können ihre Verfolger aber abschütteln. Dabei stoßen sie mitten in der Wildnis zufällig auf Sara und ihren Freund. Die beiden haben sich Mitchs Motorradgespann ausgeliehen, um zu einem abgelegenen Gewässer zu fahren. Mitch zeigt jedoch kein Verständnis für die romantischen Gefühle der beiden. Sara und Ann finden Mitchs Verhalten peinlich. Ann hält Mitch eine Standpauke und bringt ihn dazu, sich bei seiner Tochter zu entschuldigen.
Mitch, der die Angreifer erkannt hat, gibt der Polizei einen Tipp. Diese durchsucht daraufhin ein Lagerhaus und beschlagnahmt dort zahlreiche von Kiliak illegal gehaltene Tiere. Kiliak sinnt auf Rache.
Mitch und Ann beschließen, am Ufer des Gewässers zu übernachten, als plötzlich Bützje mit einem Boot auftaucht. Am nächsten Morgen sind auch die Verbrecher wieder da, jedoch können Mitch, Ann und Bützje auf dem Motorradgespann entkommen. Nachdem Kiliaks Leute Mitchs Adresse herausgefunden haben, legen sie eine Giftschlange in den Beiwagen des dort geparkten Motorrads.
Das Krokodil tötet den Bademeister des örtlichen Freibads. Die halb aufgefressene Leiche wird kurz darauf bei Mitchs Hausboot angetrieben. Mitch und Ann erkennen die Gefahr und rasen mit dem Motorradgespann zum Freibad, wo sie Panik unter den Badegästen verbreiten. Ann wird von der Schlange in den Oberschenkel gebissen; Mitch kann jedoch den größten Teil des Giftes aus der Wunde saugen.
Kiliak und seine Helfer sind inzwischen auf dem Hausboot, finden dort die Leiche des Bademeisters und beseitigen sie. Außerdem findet Kiliak Mitchs Mobiltelefon und lockt Sara mit einer gefälschten SMS ins Reptilienhaus. Als die Polizei, von Ann telefonisch informiert, zum Hausboot kommt, findet sie dort keine Leiche mehr vor. Mitch soll daraufhin festgenommen werden, jedoch gelingt Mitch und Ann erneut die Flucht. Sie fahren ins gerichtsmedizinische Institut, wo Ann sich sicherheitshalber noch ein Gegengift spritzt. Durch die Untersuchung von Krokodilblut, das an einem Messer klebt, findet Ann nicht nur heraus, dass das Tier weiblich ist, sondern auch, dass es kurz vor der Eiablage steht. Die potentiellen Käufer des Krokodils haben es offensichtlich auf die Eier abgesehen. Mitch fährt mit Ann und Bützje zu einem Einkaufszentrum und besorgt dort diverse Haushaltschemikalien, aus denen die drei Sprengstoff herstellen.
Kiliak, der Sara in seine Gewalt gebracht hat, fordert von Mitch telefonisch, ihm das Krokodil zu bringen. Tatsächlich gelingt es den dreien, das Tier zu fangen. Da die Eiablage bereits stattgefunden hat, zerstört Mitch das Gelege mit einem der selbstgebauten Sprengkörper. Mitch und Ann bringen das Reptil mit einem Boot zum vereinbarten Treffpunkt, einem Lagerhaus im Regensburger Hafen, wo nicht nur Kiliak und seine Helfer, sondern auch die beiden Käufer warten. Als Kiliak erkennt, dass das Krokodil die Eier bereits gelegt hat, kommt es zum Kampf zwischen beiden Seiten. Das Krokodil, das von einem der Gangster befreit wurde, frisst Kiliak und einen seiner Komplizen, bevor Mitch es mit dem letzten Rest des Sprengstoffs töten kann. Mitch versöhnt sich mit seiner befreiten Tochter. Ann und er küssen sich, bevor die drei zusammen in einem Polizeiboot davonfahren.
Bützje hat heimlich eines der Eier an sich genommen, aus dem nun das Junge schlüpft. Bützje lässt es jedoch versehentlich ins Hafenbecken fallen – was außer ihm aber niemand bemerkt.

## Produktion
Dreamtool Entertainment produzierte den Film in Koproduktion mit German Film Productions im Auftrag von Pro Sieben. Die Produktion wurde vom FFF Bayern mit 450.000 Euro gefördert, das Gesamtbudget betrug gut 2 Millionen Euro.
Für den Film wurden von der Berliner Firma ChrisCreatures extra mehrere lebensgroße Krokodilmodelle angefertigt, darunter ein sechs Meter langes komplettes Krokodil. Es handelt sich dabei um das größte voll funktionsfähige Modell, das jemals für eine deutsche Filmproduktion gebaut wurde. Die Modelle wurden entweder von einem darin liegenden Menschen oder über mechanische Seilzüge bewegt. Dafür waren vier Puppenspieler und zwei technische Betreuer am Set. Für etwa die Hälfte der Krokodilszenen wurden diese Modelle verwendet, die andere Hälfte wurde animiert.
Gedreht wurde vor allem an verschiedenen Orten in und um Regensburg, unter anderem auf dem Oberen Wöhrd an der Steinernen Brücke, vor dem KÖWE-Einkaufszentrum in Königswiesen, im Westhafen und in der Westernstadt Wolf-Canyon Town des Cowboy-Clubs Regensburg. Der Liegeplatz des Hausbootes befand sich am Südufer der Donau in der Nähe der Königlichen Villa. Die Innenaufnahmen des Reptilienhauses entstanden im damaligen Reptilienzoo in Burgweinting, die Freibadszenen am Sarchinger Weiher. Bei den unterirdischen Kanälen, in denen Mitch, Ann und Bützje erstmals auf das Krokodil treffen, handelt es sich in Wirklichkeit um einen Teil der Felsenkeller in Schwandorf.
Die Dreharbeiten im Sommer 2005 wurden durch Dauerregen und Hochwasser teilweise stark behindert und mussten für vier Tage komplett eingestellt werden; mehrere Drehorte standen unter Wasser.

### Galerie

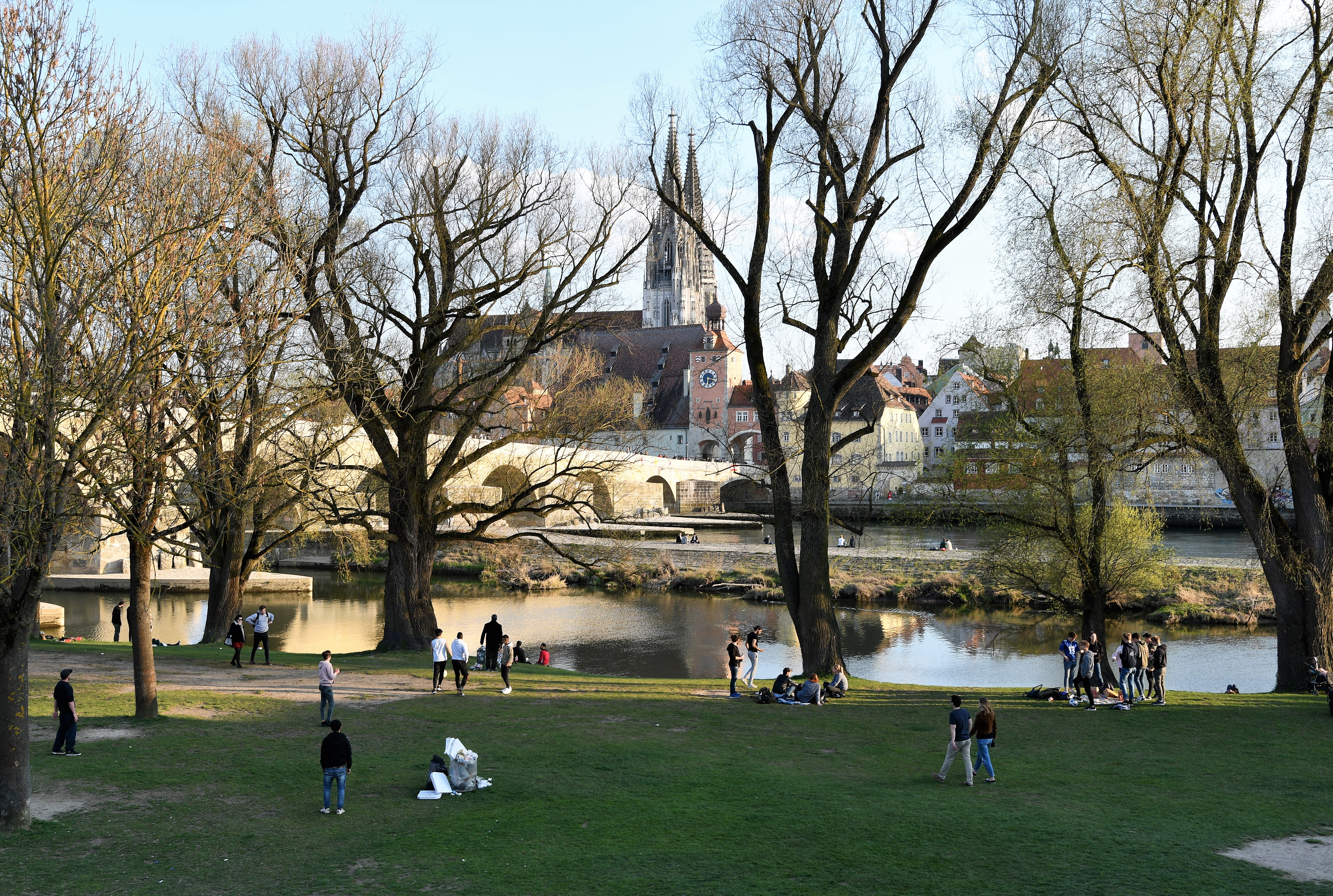
Steinerne Brücke mit Blick auf den Dom
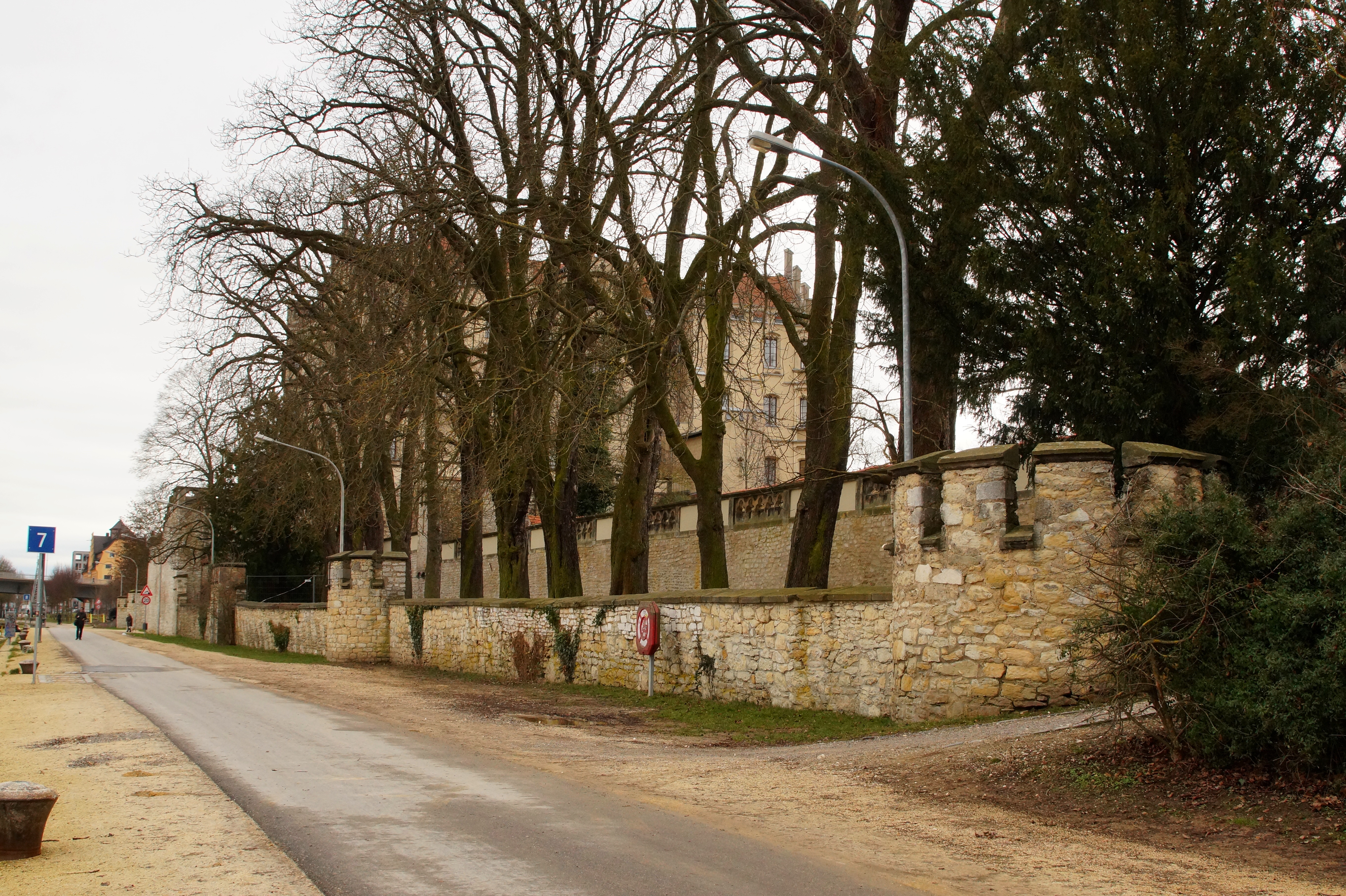
Donauufer beim Liegeplatz des Hausboots mit Blick auf die Königliche Villa
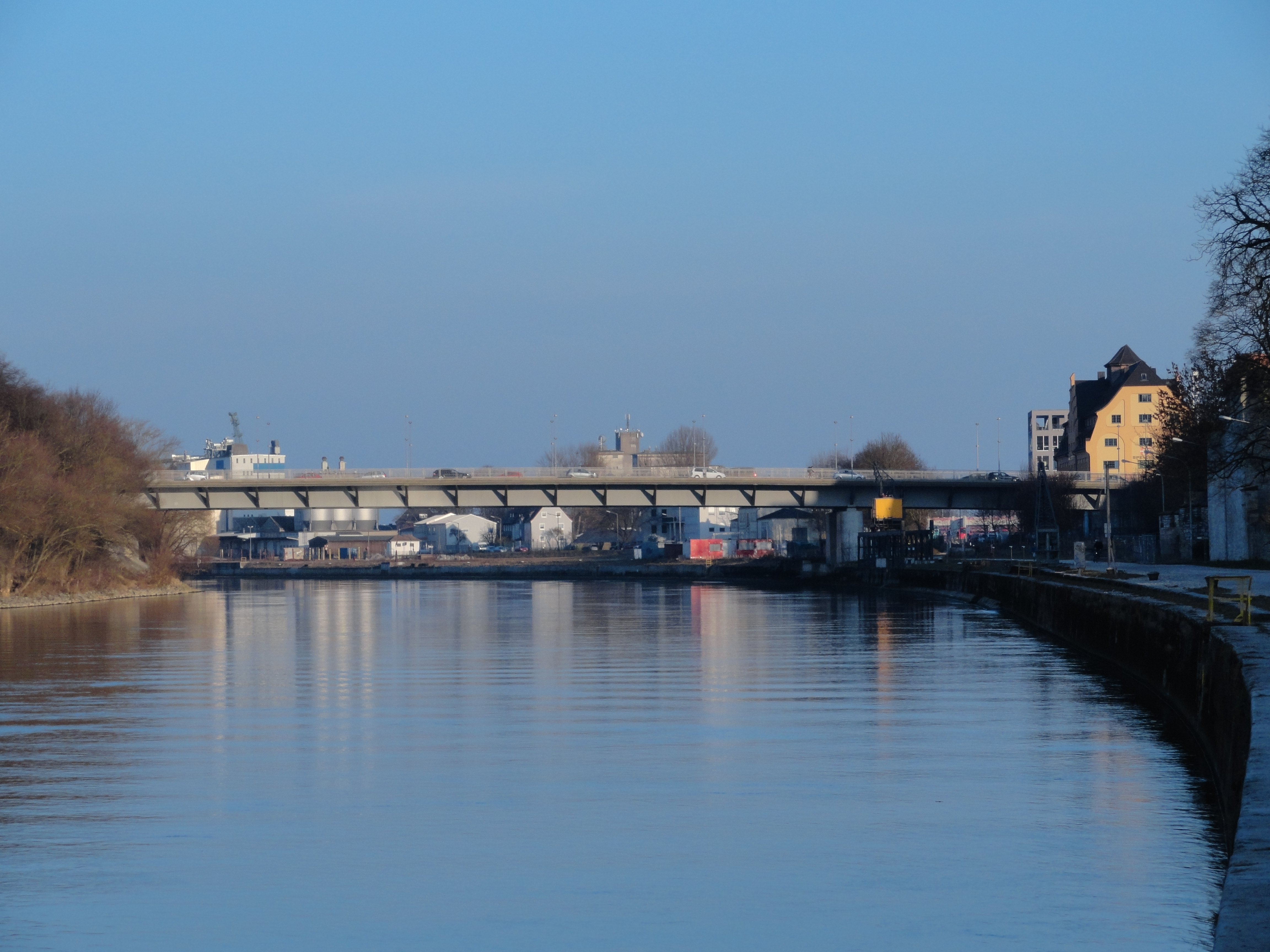
Blick vom Liegeplatz Richtung Nibelungenbrücke
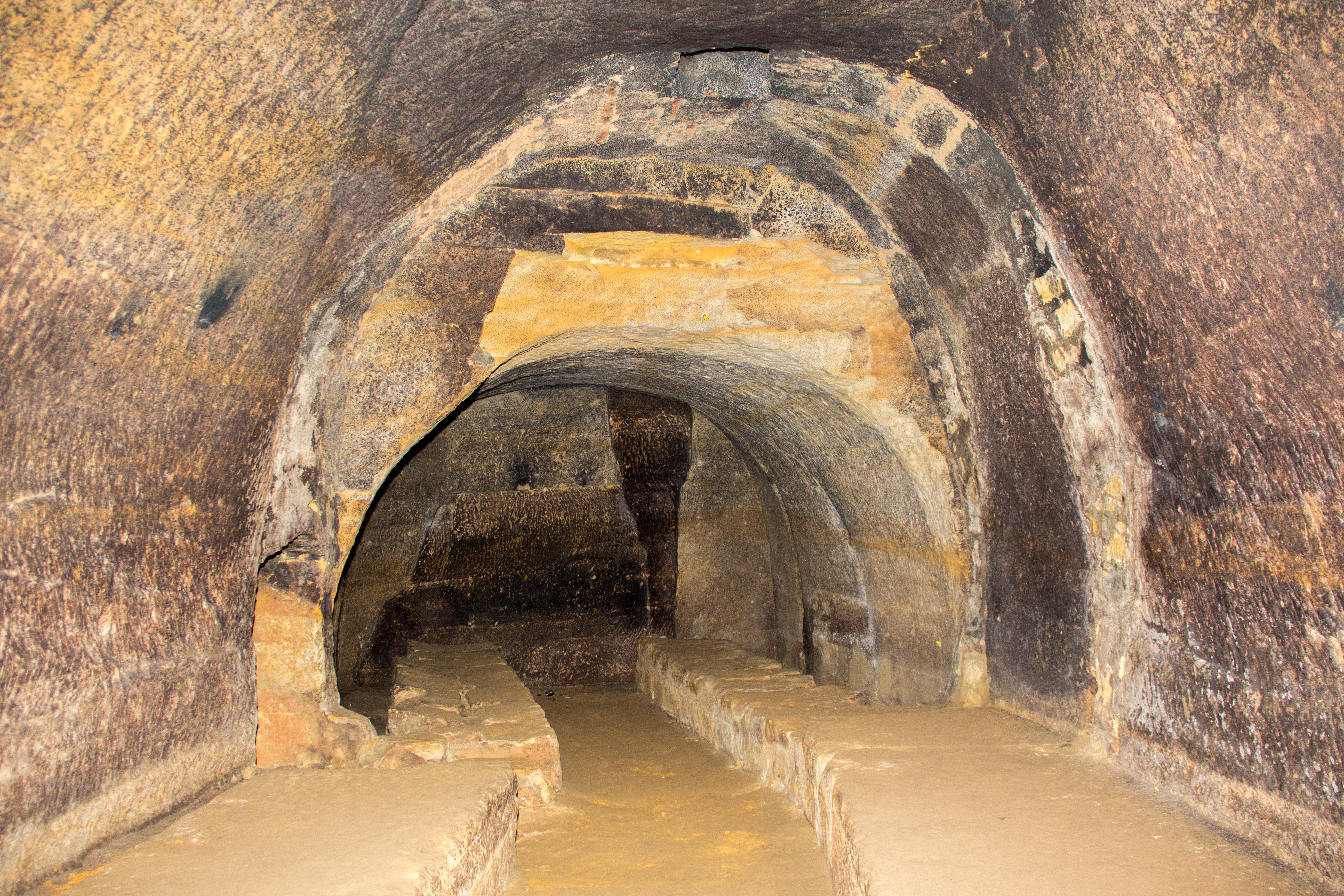
Felsenkeller in Schwandorf
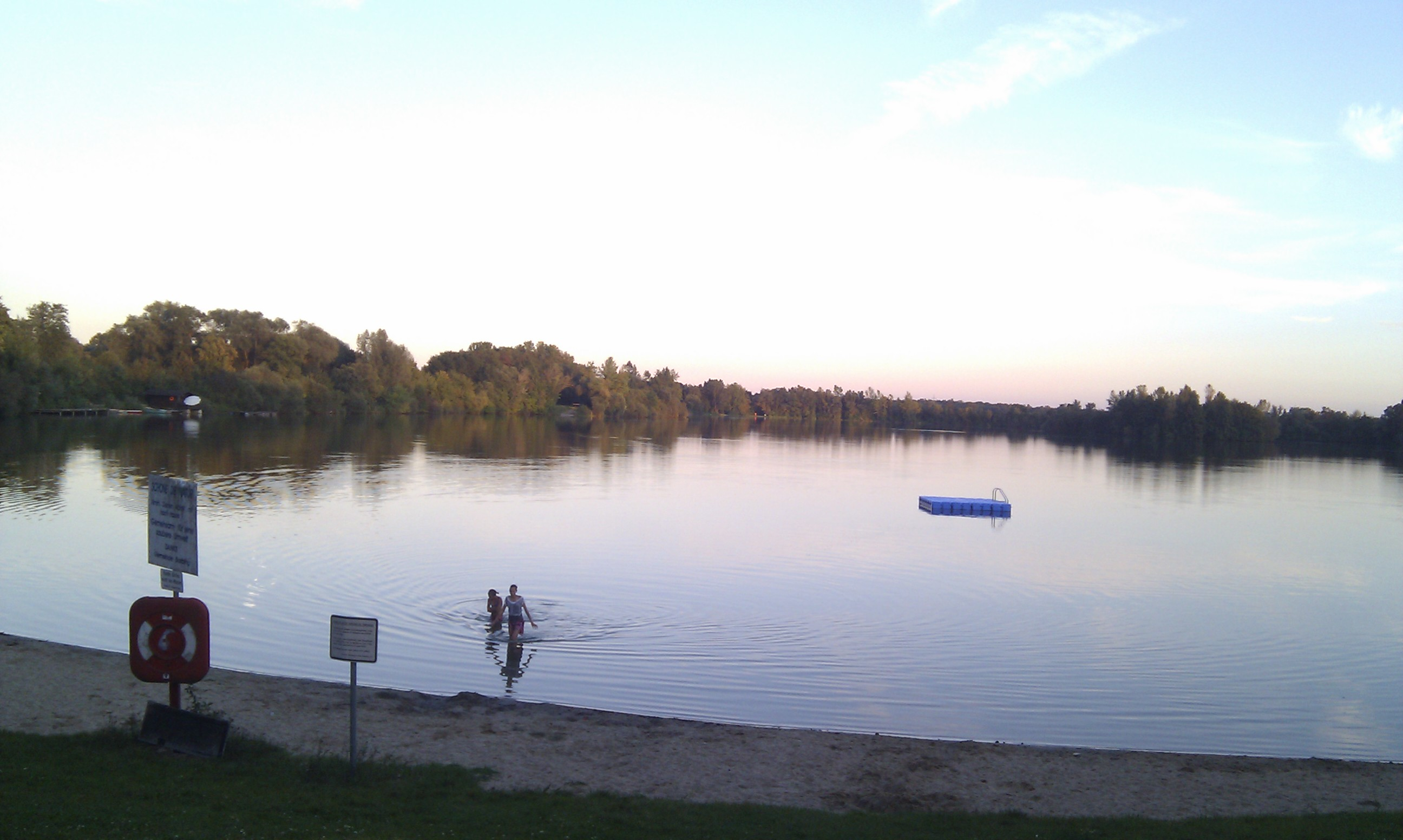
Badestrand am Nordwestufer des Sarchinger Weihers
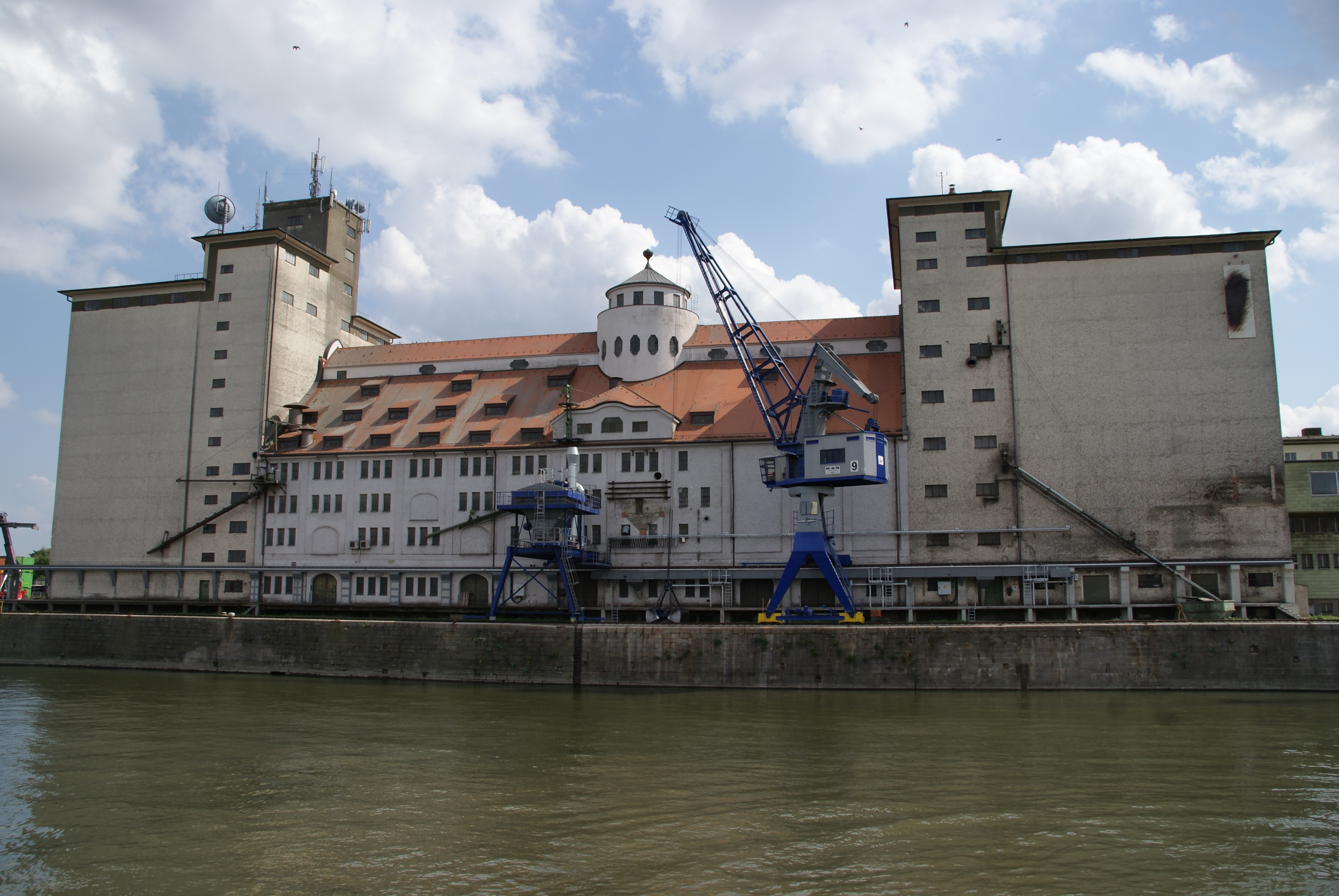
Der Ort des Showdowns: Das Stadtlagerhaus im Westhafen

## Veröffentlichung
Die Erstausstrahlung erfolgte am 23. März 2006 auf Pro7. Den Film verfolgten 2,32 Millionen Zuschauer bei 7,2 Prozent Marktanteil. In der werberelevanten Zielgruppe sahen 1,6 Millionen bei 12,1 Prozent Marktanteil zu.
Der Film erschien 2006 außerdem bei polyband Medien auf DVD.

## Rezeption
Tilmann P. Gangloff bezeichnete Zwei zum Fressen gern als „für deutsche Verhältnisse recht gelungene Mixtur aus Abenteuer & Comedy, garniert mit schrägen Filmzitaten“ und schrieb: „Natürlich ist Zwei zum Fressen gern eine Antwort auf Crocodile Dundee und zugleich eine verkappte Parodie. Doch Tramitz vermeidet den Fehler, zu dick aufzutragen: Er nimmt den Job ernst; gerade darin liegt die Komik [...] Geschickt kombinieren Drehbuch (Derek Meister) und Regie (Simon X. Rost) Abenteuer und Comedy. Gerade Rost bedient sich freimütig bei diversen Kinovorbildern (vom Weißen Hai bis zum Killer-Krokodil) und kombiniert die entsprechenden Thriller-Szenen immer wieder mit unverhofft komischen Momenten.“